# 豊似岳
豊似岳（とよにだけ）は、北海道幌泉郡えりも町にある標高1,105 mの山である。日高山脈主稜線上最南に位置し、日高山脈襟裳十勝国立公園に含まれる。山頂には一等三角点（点名「豊似山I」）がある。

## 名称の由来
アイヌ語で「土（食用土）」を表す「トイ（toy）」に由来する地名が由来と考えられており、「トイオイ（トヨイ）」〔土・ある・もの（所・川）〕や「トイウンイ（トユニ）」（土・ある・所）などが考えられている。北側には似た山名のトヨニ岳があり、漢字表記とカタカナ表記で区別される。

## 登山ルート
登山道は、国道336号の追分峠にある町営肉牛牧場内の登山口から米軍通信所跡の尾根まで付いている。えりも町では、便宜上この登山道終点を“豊似岳”としている。一等三角点のある本峰に至る尾根には登山道がなく、潅木に覆われた踏み跡を辿る必要がある。

## 近隣の山

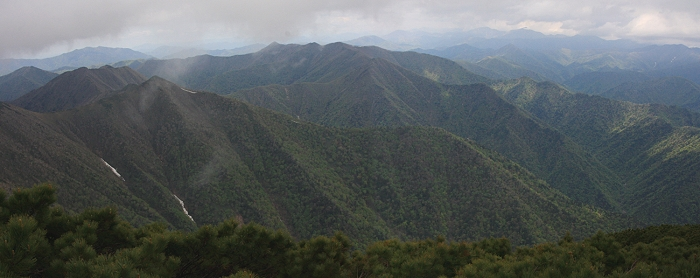
豊似岳から北へ続く日高山脈の主稜線

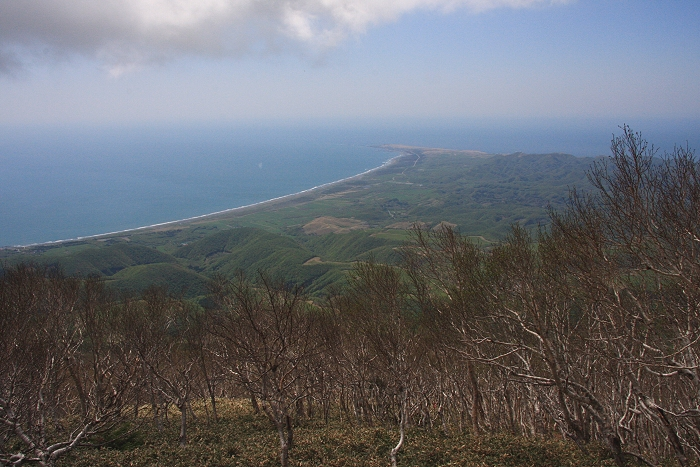
豊似岳から南方面の襟裳岬突端

- 観音岳 (932 m)
- オキシマップ山 (895 m)
- 袴腰山 (871.9 m)
- アポイ岳 (810.6 m)

## 主な事件・事故
- 1965年7月29日 - 海上自衛隊のUF-2飛行艇が豊似岳中腹に墜落。乗員7人死亡[7]。